# Jewelry (nhóm nhạc)
Jewelry (tiếng Hàn Quốc: 쥬얼리) là một nhóm nhạc nữ Hàn Quốc được Star Empire Entertainment thành lập vào năm 2001. Sau nhiều lần thay đổi đội hình, nhóm tan rã vào năm 2015. Trong sự nghiệp kéo dài 14 năm, Jewelry đã phát hành 6 album phòng thu và cho ra đời các bản hit "I Really Like You" (2003), "Superstar" (2005) và "One More Time" (2008). Nhóm cũng đã mở rộng sang thị trường Nhật Bản với việc phát hành một số đĩa đơn tại đây. Jewelry đã nhận được nhiều giải thưởng, trong đó có giải Nhóm nhạc nữ xuất sắc nhất tại lễ trao giải Mnet Asian Music Awards 2003 và 2005, cũng như Bài hát của năm với "One More Time" tại lễ trao giải Golden Disc Awards 2008.

## Thành viên
- Kim Ye-won (김예원) (2011–2015) - giọng ca phụ
- Park Semi (박세미) (2010-2015) - giọng ca chính
- Baby J (하주연) (2007-2015) - rap chính, giọng ca phụ
- Kim Eun-jung (김은정) (2007-2015) - trưởng nhóm, hát dẫn
- Park Jung-ah (박정아) (2001-2010) - giọng ca chính, nhảy dẫn
- Seo In-young (서인영) (2002-2010) - hát dẫn, nhảy phụ
- Cho Min-ah (조민아) (2001-2006) - giọng ca phụ, nhảy phụ
- Lee Ji-hyun (이지현) (2001-2006) - rap phụ, giọng ca phụ, nhảy phụ
- Jun Eun-mi (전은미) (2001-2002) - giọng ca phụ
- Jung Yoo-jin (정유진) (2001-2002) - giọng ca phụ

### Đội hình
- Đội hình thứ nhất: Jun Eun-mi, Jung Yoo-jin, Lee Ji-Hyun, Park Jung-ah.
- Đội hình thứ hai: Lee Ji-Hyun, Cho Min-ah, Park Jung-ah, Seo In-young.
- Đội hình thứ ba: Park Jung-ah, Seo In-young, Baby J, Kim Eun-jung.
- Đội hình cuối cùng: Baby J, Kim Eun-jung, Kim Ye-won, Park Semi.

## Danh sách đĩa nhạc
| - Discovery (2001) - Again (2002) - Beloved (2003) - Super Star (2005) - Kitchi Island (2008) - Sophisticated (2009) | - Jewelry First (2005) - Super Star (2005) |

## Giải thưởng và đề cử
| Năm  | Lễ trao giải                 | Hạng mục                   | Đề cử cho           | Kết quả   | Chú thích |
| ---- | ---------------------------- | -------------------------- | ------------------- | --------- | --------- |
| 2002 | KMTV Korean Music Awards     | Best New Group             |                     | Đoạt giải | [ 4 ]     |
| 2002 | Mnet Music Video Festival    | Best Female Group          | "Again"             | Đề cử     |           |
| 2002 | SBS Gayo Daejeon             | SBS Producer's Award       |                     | Đoạt giải | [ 5 ]     |
| 2003 | KBS Song Festival            | Main Award (Bonsang)       |                     | Đoạt giải |           |
| 2003 | KMTV Korean Music Awards     | Main Award (Bonsang)       |                     | Đoạt giải | [ 6 ]     |
| 2003 | Mnet Music Video Festival    | Best Female Group          | "I Really Like You" | Đoạt giải |           |
| 2003 | SBS Gayo Daejeon             | Main Award (Bonsang)       |                     | Đoạt giải | [ 7 ]     |
| 2003 | Seoul Music Awards           | Main Award (Bonsang)       |                     | Đoạt giải | [ 8 ]     |
| 2005 | KBS Song Festival            | Best Female Group          |                     | Đoạt giải | [ 9 ]     |
| 2005 | Mnet Km Music Video Festival | Best Female Group          | "Superstar"         | Đoạt giải |           |
| 2005 | SBS Gayo Daejeon             | Main Award (Bonsang)       |                     | Đoạt giải | [ 10 ]    |
| 2008 | Mnet 20's Choice Awards      | Hot Online Song            | "One More Time"     | Đoạt giải | [ 11 ]    |
| 2008 | Mnet Km Music Festival       | Best Female Group          | "One More Time"     | Đề cử     |           |
| 2008 | Mnet Km Music Festival       | Best House & Electronic    | "One More Time"     | Đoạt giải | [ 12 ]    |
| 2008 | Golden Disc Awards           | Song of the Year (Daesang) | "One More Time"     | Đoạt giải | [ 13 ]    |
| 2008 | Golden Disc Awards           | Album Bonsang              | Kitchi Island       | Đoạt giải | [ 13 ]    |
| 2009 | Mnet Asian Music Awards      | Best Female Group          | "Vari2ty"           | Đề cử     |           |